# Daphne erosiloba
Daphne erosiloba är en tibastväxtart som beskrevs av C.Y. Chang. Daphne erosiloba ingår i släktet tibaster, och familjen tibastväxter. Inga underarter finns listade i Catalogue of Life.